# Claudiu Bălan
Claudiu Bălan (n. 22 iunie 1994, Craiova, România) este un fotbalist român, care joacă pe post de atacant la FCU Craiova în Liga a II-a.